# Hypercompe caeca
Hypercompe caeca är en fjärilsart som beskrevs av John Kern Strecker 1885. Hypercompe caeca ingår i släktet Hypercompe och familjen björnspinnare. Inga underarter finns listade i Catalogue of Life.